# Daniele Struppa
Daniele C. Struppa est un mathématicien italien, universitaire et président de l'université Chapman en Californie.

## Formation et carrière
Struppa a obtenu un diplôme en mathématiques de l'université de Milan, en Italie, en 1977. Il a ensuite déménagé aux États-Unis en 1978 pour poursuivre son doctorat à l'Université du Maryland, College Park, obtenant son doctorat en mathématiques en 1981.
Struppa a commencé sa carrière universitaire en Italie où il a occupé des postes à l'Université de Milan, à l'École normale supérieure de Pise de Pise et à l'Université de Calabre. Dans cette dernière, Struppa a également été président du département de mathématiques pendant deux ans.
De retour en Amérique, Struppa a accepté un poste de professeur à l'université George-Mason, où il a fondé un centre de recherche pour l'application des mathématiques et en a été le directeur. En plus d'être président du Département des sciences mathématiques de l'Université George Mason, il a également été nommé doyen associé des programmes d'études supérieures et doyen du Collège des arts et des sciences, poste qu'il a occupé pendant neuf ans .
En 2006, Struppa a rejoint l'Université Chapman dans le comté d'Orange, en Californie, en tant que recteur et directeur des études. Il est resté à ces postes jusqu'en juillet 2007, date à laquelle il a été nommé chancelier, poste qu'il occupe  pendant neuf ans et il a également été prévôt.
Le 28 septembre 2015, Struppa a été élu 13e président de l'Université Chapman et a été inauguré le 1er septembre 2016. Il a pris ses fonctions le 1er septembre 2016, succédant à Jim Doti, qui a été président pendant 25 ans.
Tout au long de sa longue carrière, Struppa est l'auteur de plus de 200 publications avec comité de lecture et a édité plusieurs volumes. Il est également co-auteur de plus de dix livres, dont The Mathematics of Superoscillations, avec les physiciens de Chapman Yakir Aharonov et Jeff Tollaksen,.

## Prix et distinctions
En 1981, Struppa a reçu le prix Bartolozzi de l'Union mathématique italienne et en 1987 la médaille Matsumae de la Fondation internationale Matsumae de Tokyo. En 2007, Struppa a également reçu le prix Cozzarelli de l'Académie nationale des sciences pour un article qu'il a co-écrit.
En 2006, la BIO-IT Coalition, une organisation à but non lucratif dédiée au soutien de la bioinformatique, a créé le prix du professeur Daniele Struppa en son honneur.
Struppa a obtenu la chaire présidentielle Donald Bren en mathématiques en 2019.

## Vie privée
Struppa est marié à Lisa Sparks, doyenne fondatrice de l'École de communication et professeure Foster et Mary McGaw à l'Université Chapman. Ils ont quatre enfants.